# سوسانا فوستر
سوسانا فوستر (بالإنجليزية: Susanna Foster)‏ هي مغنية وممثلة أمريكية، ولدت في 6 ديسمبر 1924 بشيكاغو في الولايات المتحدة، وتوفيت في 17 يناير 2009 في الولايات المتحدة.

## أعمال

### أفلام
- (1943) شبح الأوبرا

## وصلات خارجية
- سوسانا فوستر على موقع IMDb (الإنجليزية)
- سوسانا فوستر على موقع ألو سيني (الفرنسية)
- سوسانا فوستر على موقع أول موفي (الإنجليزية)
- سوسانا فوستر على موقع قاعدة بيانات الأفلام السويدية (السويدية)
- سوسانا فوستر على موقع قاعدة بيانات الفيلم (الإنجليزية)
- سوسانا فوستر على موقع كينوبويسك (الروسية)